# Stempelmarke (Technik)

Markierung auf der Riemenscheibe bei 6° vor OT

Eine Steuermarke ist ein Indikator, der für die Einstellung des Zündzeitpunkts eines Motors verwendet wird und sich in der Regel an der Kurbelwellenriemenscheibe (wie abgebildet) oder am Schwungrad befindet. Diese haben den größten Radius bei Kurbelwellendrehzahl und sind daher der Ort, an dem die Markierungen in Abständen von einem Grad am weitesten voneinander entfernt sind.
Bei älteren Motoren ist es üblich, den Zündzeitpunkt mit einer Kontrollleuchte einzustellen, die im Takt der Zündanlage (und damit der Motordrehung) blinkt. Wenn man mit dem Licht auf die Steuermarken leuchtet, erscheinen diese aufgrund des Stroboskopeffekts unbeweglich. Der Zündzeitpunkt kann dann so eingestellt werden, dass die Zündung am richtigen Punkt der Motordrehung erfolgt, in der Regel einige Grad vor dem oberen Totpunkt und mit zunehmender Motordrehzahl weiter nach vorn. Der Zündzeitpunkt kann durch Lösen und leichtes Drehen des Verteilers in seinem Sitz eingestellt werden.
Moderne Motoren verwenden in der Regel einen Kurbelwellensensor, der direkt mit dem Motormanagementsystem verbunden ist.
Der Begriff kann auch verwendet werden, um die Markierungen entlang der Länge eines optischen Markierungserkennungsbogens zu beschreiben, die verwendet werden, um die Position des Bogens zu bestätigen, während er durch das Lesegerät läuft. Siehe z. B. U.S. Patent 3,218,439 (eingereicht 1964, erteilt 1965), das sich auf eine Zeitspur auf der linken Seite des Formulars bezieht, und U.S. Patent 3,267,258 (eingereicht 1963, erteilt 1966), das sich auf eine Spalte von Zeitmarken auf der rechten Seite des Formulars bezieht.
Der Begriff kann auch verwendet werden, um die Zeitmuster zu beschreiben, die in einigen Strichcodes verwendet werden, wie Data Matrix, Aztec Code usw.